# Muscle Museum EP
 (juin 2025).
Si vous disposez d'ouvrages ou d'articles de référence ou si vous connaissez des sites web de qualité traitant du thème abordé ici, merci de compléter l'article en donnant les références utiles à sa vérifiabilité et en les liant à la section « Notes et références ».
Albums de Muse
Muse (EP)
(1998) Showbiz
(1999)
Muscle Museum EP est le second Extended Play du groupe de rock anglais Muse. Ce second EP a été publié le 11 janvier 1999 sous le label Dangerous Records. 4 des 5 chansons - "Muscle Museum", "Sober", "Uno", et "Unintended" - ont été ré-enregistrées pour l'album Showbiz.

## Liste des chansons
Toutes les chansons sont écrites et composées par Matthew Bellamy.
| 1.    | Muscle Museum     | 4:20 |
| 2.    | Sober             | 4:02 |
| 3.    | Uno               | 3:40 |
| 4.    | Unintended        | 3:57 |
| 5.    | Instant Messenger | 3:31 |
| 6.    | (Muscle Museum)#2 | 1:21 |
| 20:51 |                   |      |